# جوشوا روز (كاتب)
جوشوا روز (بالإنجليزية: Joshua Rose)‏ هو مهندس ميكانيك وصحفي ومخترِع وكاتب أمريكي، ولد في 1845، وتوفي في 1910.